# Cryptomycota
Cryptomycota (grego: crypto, 'escondido' e mycota, 'fungo'), também conhecido por Rozellida e Rozellomycota, é um clado que corresponde a um grupo basal de fungos que se postula ser o grupo irmão de todos os outros membros do reino Fungi.

## Descrição
Os Cryptomycota ('fungos escondidos') são um clado de microrganismos que são fungos ou um grupo irmão dos fungos. Diferem dos fungos clássicos por não possuírem paredes celulares quitinosas em qualquer estágio trófico do seu ciclo de vida, conforme comprovado por um estudo abrangente realizado em 2011.
Nesse estudo, e em contraste com os restantes fungos, nos Cryptomycota não foi detectada a presença de quitina e celulose nas paredes celulares. Apesar de seus hábitos alimentares não convencionais, a presença de quitina foi observada na camada interna de esporos de repouso e em esporos de repouso imaturos de algumas espécies de Rozella, conforme indicado pelo teste do branco de calcoflúor, bem como a presença de um gene da quitinossintase específico para fungos.
Rozellida foram detectados pela primeira vez como sequência de DNA recuperadas de laboratório de estudo de ecologia de água doce. A análise filogenética dessas sequências formou um único clado terminal de afiliação, então desconhecida, que foi provisoriamente designaod após o primeiro clone no clado: LKM11.
O único género formalmente descrito no clado é Rozella, que anteriormente era considerado um quitrídio. A existência de organismos relacionados era apenas conhecida a partir de sequências de DNA ambiental.
Outros membros do grupo foram isolados em 2011 por uma equipa liderada por Thomas Richards, do Museu de História Natural de Londres, e também um geneticista evolutivo da Universidade de Exeter. A equipa usou técnicas de DNA para revelar a existência de material genético desconhecido retirado do lago da universidade. Uma vez que apresentavam algumas sequências desconhecidas, marcaram com fluorescência pequenas sequências de DNA deixaram que se ligassem ao DNA correspondente em toda a amostra (hibridização in situ fluorescente). Sob microscopia de fluorescência, puderam ver que as células eram ovoides e tinham 3–5 micrómetros de diâmetro. A partir daí puderam estabelecer que o grupo de organismos estava presente em outras amostras retiradas de outros ambientes de água doce, solos e sedimentos marinhos.
As células das espécies entretanto identificadas têm 3 a 5 µm de comprimento, com forma ovaloide. Quando são zoósporos móveis apresentam um flagelo, mas ocorrem também como células sem flagelo ligadas a outras células, como diatomáceas. Também foram detetadas como formas livres na fase de cistos. Exatamente como essas formas estão relacionadas entre si no ciclo de vida e se existem outras formas é atualmente desconhecido.
A característica comum dos membros do clado é não apresentarem paredes celulares quitinosas, característica presente em quase todos os fungos previamente descobertos (incluindo os microsporídios) e que é uma das principais características do reino. Sem a quitina, os criptomicotas podem ser parasitas fagotróficos que se alimentam ligando-se, engolfando ou vivendo dentro de outras células. A maioria dos fungos conhecidos alimenta-se por osmotrofia, absorvendo nutrientes de fora da célula.

## Taxonomia e sistemática
O grupo foi identificado usando análise de sequência do DNA ribossomal. O único género descrito dentro do Cryptomycota é o fungo parasita Rozella. Como outros Cryptomycota ainda não foram cultivados em laboratório, todo o conhecimento sobre o grupo vem da análise de amostras obtidas da natureza. Sequências de DNA atribuídas a Cryptomycota foram encontradas em amostras aquosas de uma variedade de fontes, incluindo sedimentos marinhos, água doce, fontes sulfurosas e solo.
Uma publicação de 2012 propõe a extinção do grupo. No novo arranjo taxonómico, o género Rozella é integrado no agrupamento Nucletmycea e não deve ser classificado como fungo.

## Taxonomia e filogenia

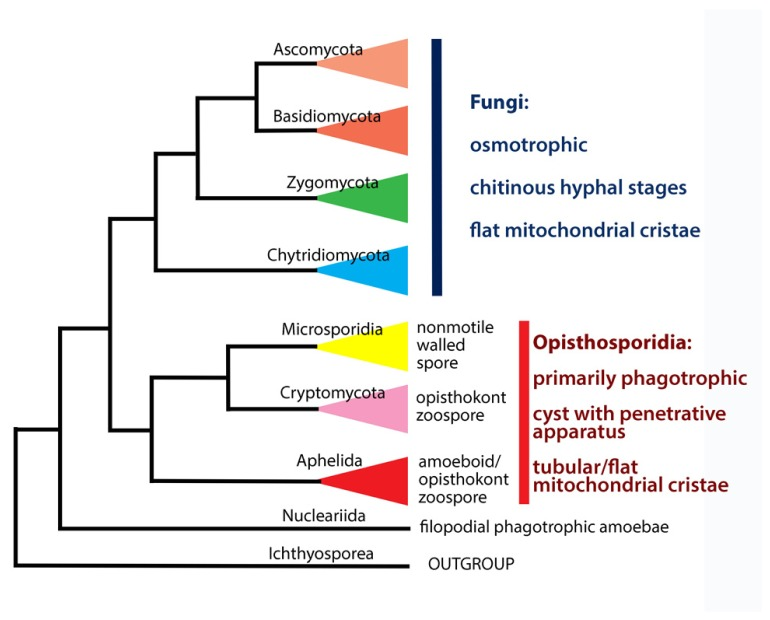
Posição filogenética dos Cryptomycota.

Uma possível árvore filogenética para os Cryptomycota (ou Rozellomyceta) é a seguinte:
|  | Aphelidiomycota |
|  |                 |
|  | Eumycota        |
|  |                 |

|  | Mitosporidium |
|  |               |
|  | Morellospora  |
|  |               |

|  | Paramicrosporidium                                            |
|  |                                                               |
|  | \| \| Nucleophaga \| \| \| \| \| \| Microsporidia \| \| \| \| |
|  |                                                               |
|  | Nucleophaga                                                   |
|  |                                                               |
|  | Microsporidia                                                 |
|  |                                                               |

|  | Nucleophaga   |
|  |               |
|  | Microsporidia |
|  |               |

|  | Mitosporidium |
|  |               |
|  | Morellospora  |
|  |               |

|  | Paramicrosporidium                                            |
|  |                                                               |
|  | \| \| Nucleophaga \| \| \| \| \| \| Microsporidia \| \| \| \| |
|  |                                                               |
|  | Nucleophaga                                                   |
|  |                                                               |
|  | Microsporidia                                                 |
|  |                                                               |

|  | Nucleophaga   |
|  |               |
|  | Microsporidia |
|  |               |

|  | Mitosporidium |
|  |               |
|  | Morellospora  |
|  |               |

|  | Paramicrosporidium                                            |
|  |                                                               |
|  | \| \| Nucleophaga \| \| \| \| \| \| Microsporidia \| \| \| \| |
|  |                                                               |
|  | Nucleophaga                                                   |
|  |                                                               |
|  | Microsporidia                                                 |
|  |                                                               |

|  | Nucleophaga   |
|  |               |
|  | Microsporidia |
|  |               |

|  | Mitosporidium |
|  |               |
|  | Morellospora  |
|  |               |

|  | Paramicrosporidium                                            |
|  |                                                               |
|  | \| \| Nucleophaga \| \| \| \| \| \| Microsporidia \| \| \| \| |
|  |                                                               |
|  | Nucleophaga                                                   |
|  |                                                               |
|  | Microsporidia                                                 |
|  |                                                               |

|  | Nucleophaga   |
|  |               |
|  | Microsporidia |
|  |               |

|  | Aphelidiomycota |
|  |                 |
|  | Eumycota        |
|  |                 |

|  | Mitosporidium |
|  |               |
|  | Morellospora  |
|  |               |

|  | Paramicrosporidium                                            |
|  |                                                               |
|  | \| \| Nucleophaga \| \| \| \| \| \| Microsporidia \| \| \| \| |
|  |                                                               |
|  | Nucleophaga                                                   |
|  |                                                               |
|  | Microsporidia                                                 |
|  |                                                               |

|  | Nucleophaga   |
|  |               |
|  | Microsporidia |
|  |               |

|  | Mitosporidium |
|  |               |
|  | Morellospora  |
|  |               |

|  | Paramicrosporidium                                            |
|  |                                                               |
|  | \| \| Nucleophaga \| \| \| \| \| \| Microsporidia \| \| \| \| |
|  |                                                               |
|  | Nucleophaga                                                   |
|  |                                                               |
|  | Microsporidia                                                 |
|  |                                                               |

|  | Nucleophaga   |
|  |               |
|  | Microsporidia |
|  |               |

|  | Mitosporidium |
|  |               |
|  | Morellospora  |
|  |               |

|  | Paramicrosporidium                                            |
|  |                                                               |
|  | \| \| Nucleophaga \| \| \| \| \| \| Microsporidia \| \| \| \| |
|  |                                                               |
|  | Nucleophaga                                                   |
|  |                                                               |
|  | Microsporidia                                                 |
|  |                                                               |

|  | Nucleophaga   |
|  |               |
|  | Microsporidia |
|  |               |

|  | Mitosporidium |
|  |               |
|  | Morellospora  |
|  |               |

|  | Paramicrosporidium                                            |
|  |                                                               |
|  | \| \| Nucleophaga \| \| \| \| \| \| Microsporidia \| \| \| \| |
|  |                                                               |
|  | Nucleophaga                                                   |
|  |                                                               |
|  | Microsporidia                                                 |
|  |                                                               |

|  | Nucleophaga   |
|  |               |
|  | Microsporidia |
|  |               |

- Filo Rozellomycota [11]
  - Classe Rozellidea Cavalier-Smith 2013 s.s.
    - Ordem Rozellida Cavalier-Smith 2013 s.s.
      - Género Mitosporidium Haag et al. 2014
      - Género Morellospora Corsaro et al. 2020
      - Género Nucleophaga Dangeard 1895
      - Género Paramicrosporidium Corsaro et al. 2014
      - Género Rozella Cornu 1872